# 落合博満野球記念館
落合博満野球記念館（おちあいひろみつやきゅうきねんかん）は、和歌山県東牟婁郡太地町にある元プロ野球選手および監督・落合博満の個人記念館。吉野熊野国立公園内に位置する日本初のプロ野球選手個人記念館で、落合の別荘も兼ねている。
改装工事のため、2020年（令和2年）6月20日から休館していた。2023年12月28日から再開。再開後は毎週金曜日・土曜日・日曜日のみ開館。

## 概要
1993年（平成5年）11月18日に開館した。梶取崎から燈明崎に通じる風光明媚な熊野灘が一望できる高台に立地し、記念館は落合の背番号「6」と落合家の家紋をイメージした六角形に設計されている。
入場料は2020年（令和2年）1月時点で消費税込み2,000円（一般、中学生以下は同1,000円）と高く、それが影響して普段の客入りは多くないが、記念館に隣接して建設された自主トレ小屋は別荘として使用され、シーズンオフには落合本人が自ら2階の喫茶店「ベースボールヒーロー」でコーヒーをサービスする場合もある。

## 歴史・施設
落合が現役時代、シーズンオフのトレーニングの際に家族とともに太地町を訪れた際、温暖で素晴らしい環境に感激した妻・信子が「長男・福嗣のためや自分たちの将来の生活の場」として考え、夫・博満と相談した末に建設を決めた。落合は1991年（平成3年）夏に別荘用地として町内の土地を取得し、約18,000平方メートル（㎡）の敷地に生活もできる自主トレーニング用小屋（鉄骨平屋建て100㎡）＋記念館（鉄骨2階建て450㎡）を建設した。
記念館前庭には野球教室を開くことができるミニグラウンドが広がり、1階が展示室（ギャラリースペース）・ビデオシアターになっている。展示室はアマチュア時代から現役時代にかけての記念碑・トロフィー・写真・パネルなどが展示されているほか、読売ジャイアンツ（巨人）時代の1994年に製作した全身ブロンズ像や息子・福嗣の玩具（ガンプラ・恐竜模型など）も展示されている。熊野灘が一望できる2階には喫茶店「ベースボールヒーロー」があるほか、落合の打撃フォームなどを描いた信子夫人の油絵も展示されている。

## アクセス
西日本旅客鉄道（JR西日本）紀勢本線（きのくに線）・太地駅からタクシーで約10分。もしくは太地駅から太地町町営じゅんかんバスに乗車して「平見公園前」バス停留所および「落合野球記念館」バス停で下車（乗車時間：約11分 - 20分、「落合野球記念館」バス停は自由乗降バスのみ停車）。

## 周辺
- 梶取埼灯台
- くじら浜公園